# قمارص
القُمارِص أو القُرْمص أو القُمْرِصُ أو القارِصُ (بالقيرغيزية: Кымыз)‏ (ويُلفظ: قُمِز) ويعرف بالتركية باسم قمز (بالتركية: Kımız)‏ أو الآمص، هو أحد أنواع الألبان المُخمّرة خصّه البعض بحليب الإبل وفي آسيا الوسطى يُصنع من حليب الفرس، سمّاه العرب بالقمارص لأنه يقرص اللسان لشدّة حموضته، وضُرب فيه الأمثال حتى قيل: «عَدَا الْقَارِصُ فَحَزَرَ» (أَيْ: جَاوَزَ الْحَدَّ إِلَى أَنْ حَمِضَ يَعْنِي تَفَاقَمَ الْأَمْرُ وَاشْتَدَّ). وعُرِف لدى العرب والشعوب التركية، وهو شراب هامٌ لدى شعوب سهوب آسيا الوسطى من أصول هونو-بلغار والترك ومنغولية: وتشمل هذه الشعوب الكازاخ والباشكير والقلميقيون والقرغيز والمغول والياكوت.

## التسمية
قال الأصمعي: «إِذَا حَذَى اللَّبَنُ اللِّسَانَ فَهُوَ قَارِصٌ». وجاء في لسان العرب: «وَقِيلَ : الْقَارِصُ اللَّبَنُ الَّذِي يَحْذِي اللِّسَانَ فَأَطْلَقَ وَلَمْ يُخَصَّصِ الْإِبِلَ . وَفِي الْمَثَلِ : عَدَا الْقَارِصُ فَحَزَرَ ، أَيْ : جَاوَزَ الْحَدَّ إِلَى أَنْ حَمِضَ يَعْنِي تَفَاقَمَ الْأَمْرُ وَاشْتَدَّ.» وجاء في تاج العروس: «القرامص، كعلابط: اللبن القارص، كأنه مقلوب قمارص. وقال أبو عمرو: هو القرمص، كعلبط. قلت: والميم زائدة، كما يأتي في "قمرص".»

## عنه
القمارص أو القمز هو أحد منتجات الألبان التي تتشابه مع الفطر الهندي، لكن يتم إنتاجه من سائل، على عكس الكفير الذي يصنع من حبوب الكفير الصلبة. نظراً لأن حليب الفرس يحتوي على سكريات أكثر من حليب البقر أو الماعز، لذا فإنه عند تخمير القمارص، تكون نسبة الكحول مرتفعة لكن معتدلة مقارنة بالمحتوى الكحولي في «الكفير».
في مناطق العالم التي يعتبر فيها القمارص شعبياً، لا يزال حليب الفرس سلعة محدودة جداً. فإنتاج القمارص على المقياس الصناعي يُستخدم فيه حليب البقر الأغنى بالدهون والبروتين، لكن نسبة اللاكتوز فيه أقل مما في حليب الفرس. قبل التخمير، يعقم حليب البقر بإحدى الطرق المتعارف عليها، وقد يضاف سكروز للمساعدة في عملية التخمير. ثمة تقنية تضيف مصل اللبن المعدّل للحصول على أفضل تركيبة قريبة من حليب الفرس.